# セルフサービス

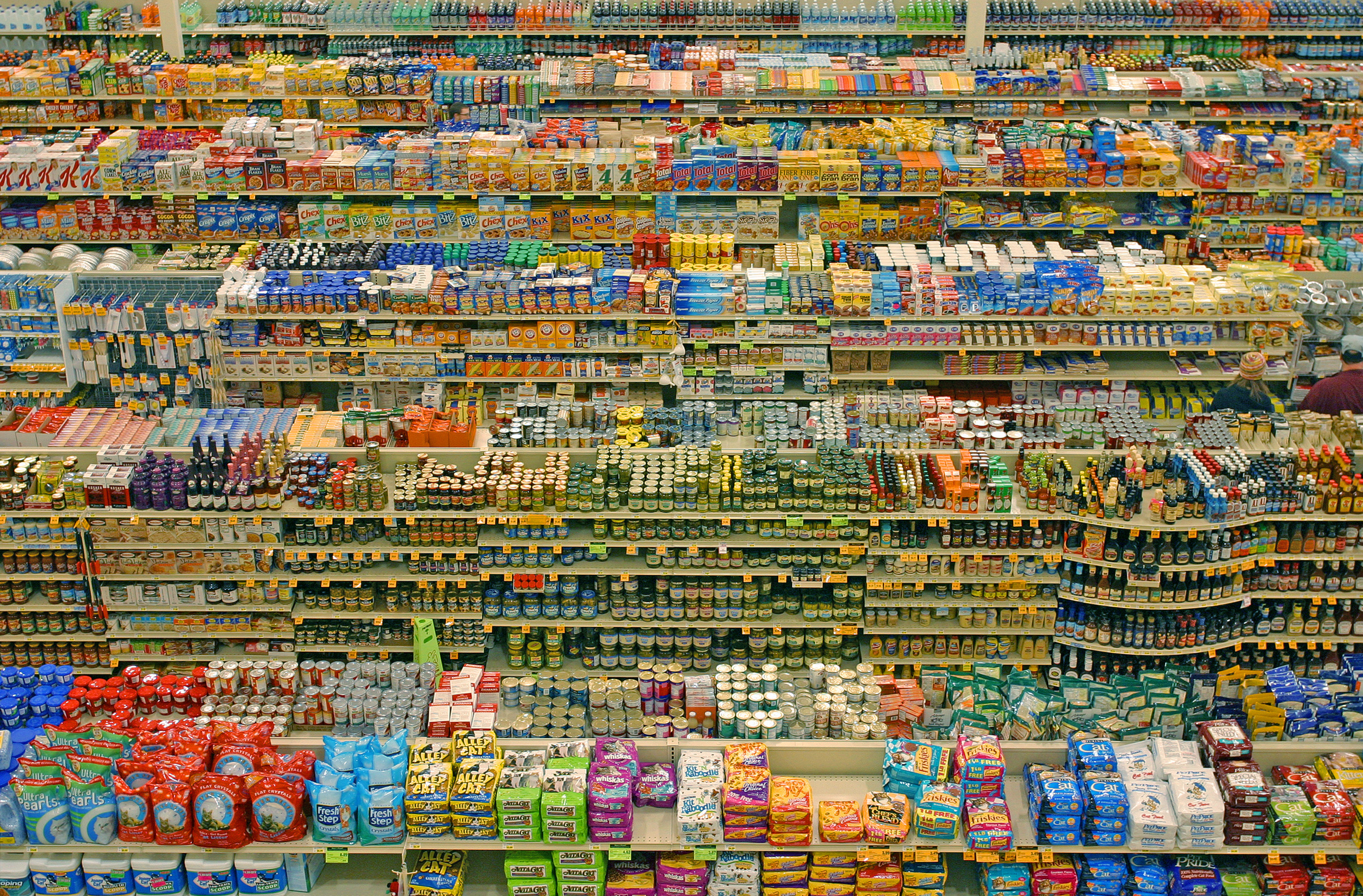
セルフサービス方式のスーパーマーケット店内
買物に来た客は陳列された商品を直接手にとって品定めできる

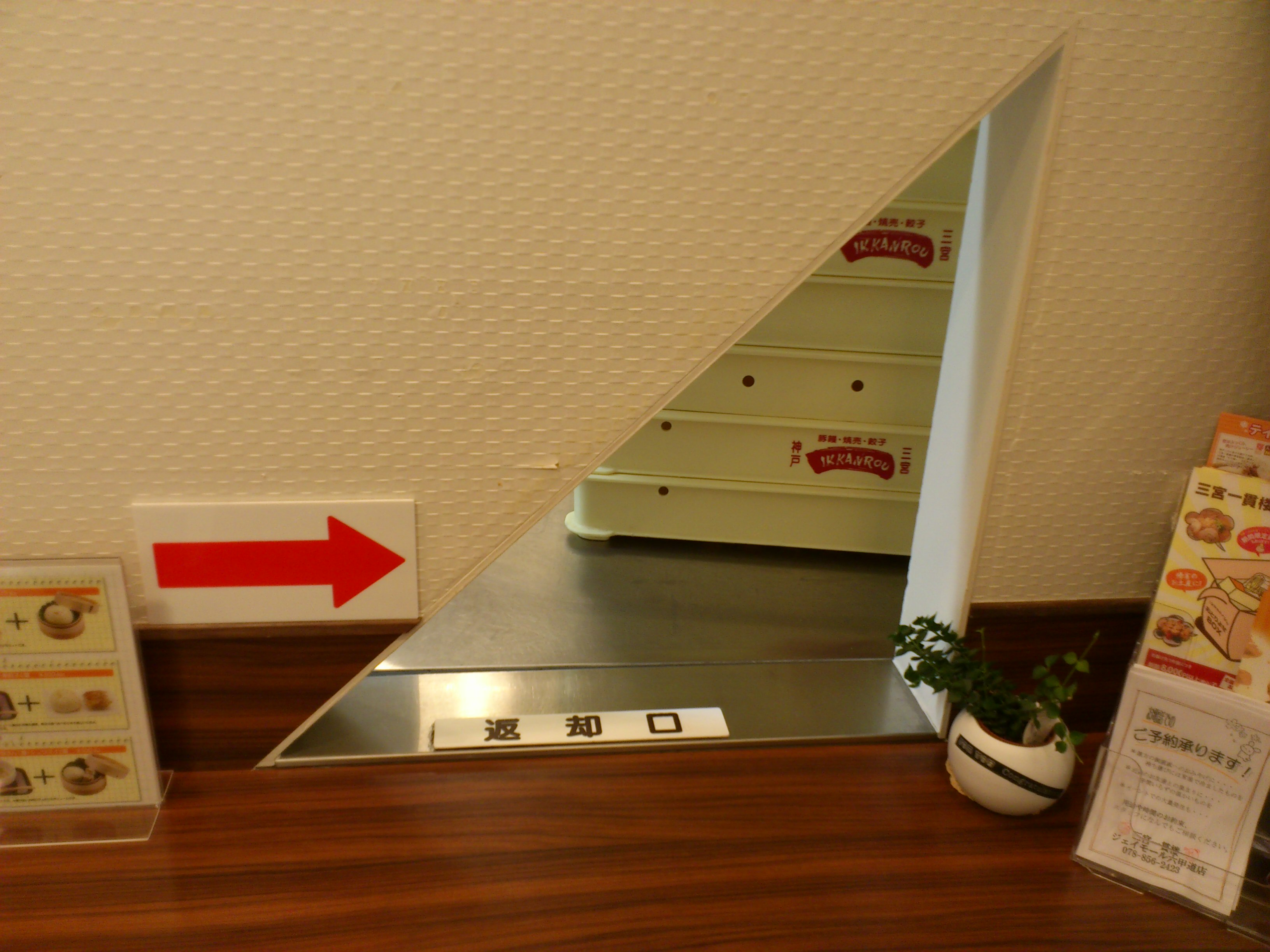
セルフサービス飲食店のトレイ返却口

セルフサービス（英: self service）とは、顧客が直接商品を手にとって選び、低価格・短時間の買い物ができるようにした販売形態。レストランなど飲食店では料理がすでに出来上がっており、これを客が選び取って自ら配膳する。

## 歴史
セルフサービスの起源は1916年にクラレンス・サンダースがテネシー州メンフィスにオープンした食品や日用品を販売するグロサリーストア「Piggly Wiggly」とされている。 
1910年代に米国の小売業をリードしていたのはグロサリーストアのチェーンストアA&Pで、A&Pはエコノミーストアという販売形態で多店展開していた。エコノミーストアの販売形態では来店した客はカウンター越しに店員に注文し、店員が棚や倉庫から商品を取り出して代金と引き換えに商品を渡す販売形態であった。
一方、クラレンス・サンダースのセルフサービスは来店した客を直接倉庫に入れて自ら商品を手に取って選べるようにし集中レジで精算するという販売形態で一気に全米に広がった。セルフサービスはもともと店側の省力化のための方法であったが、顧客が自ら商品を手にすることができるため買物時の好奇心を刺激するシステムでもあった。その後、先進国を中心にスーパーマーケットやコンビニエンスストアまたはディスカウントストアや量販店でもこういった業態が大衆向け小売店の一般的な形態となっていった。
1996年には売場だけでなく精算もセルフサービスで行う完全自動セルフレジが登場した。

## システム

### 買い物方法
顧客自身が直接商品を手にとって選び、買い物かごやショッピングカートに入れ、それをレジで一括会計し代金を決済する。これは「客はレジを通さない商品を店外に持ち出さない」という顧客と店舗側との信頼関係に成り立つもので、来店者が隠した商品をレジを通さずに持ち逃げする万引き防止が課題となる。一方で、レジで商品の打ち間違いなどや金額の誤認などにより客の支払いに過不足があっても信頼問題に発展することから、こういった人的ミス（ヒューマンエラー）の予防も重要視される。
今日においては、社会の情報化がレジのシステムを飛躍的に高機能化させ、商品に値札と共に・あるいは商品パッケージそのものに添付されたバーコード（JANコード）の読み取りによって自動的に集計し、更にはレシートやレジ内のジャーナルと呼ばれる記録に「何を何個売ったか」が残るようになっており、こういった情報は商品管理と顧客側が後から「何に対して幾ら支払ったか」が確認できるようになっており、これら高機能化したレジスターは広く普及している。
とはいえ、最終的に決済する時点で顧客は皆レジを通らなければならないため、来店者が増え店内が混雑してくると必然的にレジ前には渋滞が発生し、顧客側にもストレスを与えることにも繋がる。こういった問題の単純な解決策は「レジを多く設置する」ことではあるが、単純にレジの設置スペースの問題から来客の集中する時間に合わせて従業員を増やす必要があるなど店舗の規模によっても限界があり、レジスターの装置側でもより効率よく素早く商品のバーコードを読み取るため、その機構にも改良が続けられており、更にはバーコードからICタグを導入して、かごの中の商品を一々取り出さなくても一括して読み取れるシステムも登場している。ただ現時点でICタグの単価の問題もあり、商品単価が低い商品には使い辛いなどのハードルも存在する。このような問題を背景とし、2000年代に入り日本でもバーコード読み取り端末を顧客が操作してレジでの対応をスムーズにさせるセルフスキャンニングレジスター（セルフレジ）が一部の店舗で使用されるようになった。例えば予め会員登録した顧客に端末機を貸し出し、顧客がレジかごに商品を入れる際にバーコードを読み取るという方法である。

### 店側の準備
- わかりやすい陳列や場所の案内図。
- 商品の値段・特徴などの表示(POP)。
- 清潔な買い物かご・ショッピングカート。
- キャッシュレジスターなどの会計機器。

そしてこれらの前提となるのが、陳列棚に商品を随時補充する店員（＝接客係）の存在である。ノーサービスの場合は店員が訪れた買い物客の便宜を図ることはないが、セルフサービスではこういった商品を補充する店員が随時店内におり、客は希望するなら店員の案内を求めることが出来る。店員は、商品の性質や品質の説明はもちろんのこと、買い物客が求める商品の取り扱いが店側にあるかどうか、更にはその商品がどの棚にあるか、もしくは棚に切れている場合は在庫としての在る無し、入荷待ちの商品である場合は次の入荷時期などを案内し、店側の運営方針によっては商品の取り置きや注文などといった対応を行なう。
ただ、商品の取り扱い品目が余りに多いと、店員がその場で適切な回答を出来ない場合もあり、その際には組織化された店内の接客係責任者として、店長やフロアマネージャーなどの地位にあるものが接客を引き継ぐ。
なおセルフサービスでは、商店内の陳列棚がそのまま商品と買い物客が出会う場所であり、そのためには買い物客がまず商店の中に入ってこないことには「この店で扱っている商品に何があるか」が判りにくい場合もある。このため店頭には買い物客の目を引き、また気軽に入ってこられるよう、とりあえず店内まで客を誘導するために、特売など儲けを少なめに設定するなどした廉価で客の求めやすい商品を並べることもある。こうして店内に誘導した客に店内の商品を見せ、POP広告などで他の商品にも興味を抱かせるのである。

## 課題
セルフサービスは安価な商品を大量販売する場合に於いて極めて有利な販売手法で、いわゆる薄利多売商法では非常に効率的である。反面、扱う商品の価値が高く余り頻繁に売れる訳ではない場合は、人件費分の値下げ幅も全体の価格からみて比率的に小さくなってしまうほか、防犯面でも問題があり高額商品目あての万引きを誘発させやすくなる危険性を含む。
また百貨店のような各々専門化した商店が集まった所や専門的な商品を扱う所では、セルフサービスした場合に、店員の説明が無いと商品の価値（機能や品質）が判り難くなる面もあり、商品比較がしにくいため顧客の側も買物し辛いといった問題も出る。
防犯面では家電量販店のようにICタグを使って商品管理と盗難に備えることで高額商品を扱うことを可能にした業態が見られる。また商品の説明では商品パッケージに詳しい説明を掲載したり、また商品陳列を工夫してPOP広告を出し、比較に際して重視される情報を積極的に提供するなどの打開策が見られる。